# 파울 에를리히 연구소

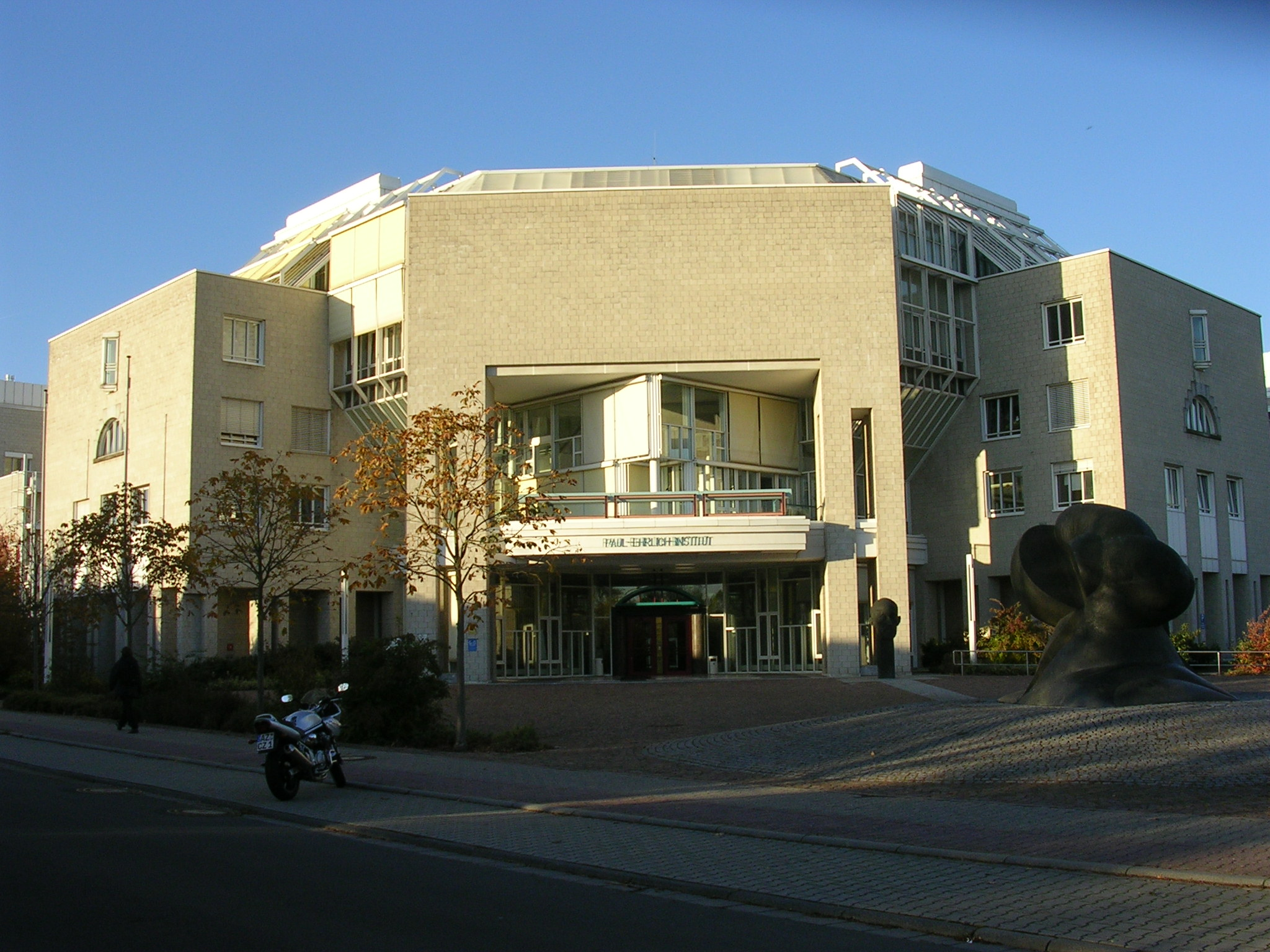

파울 에를리히 연구소(독일어: Paul-Ehrlich-Institut, PEI)는 독일의 백신 및 바이오의약품 담당 기관으로 연방 보건부가 관할한다. 1972년 7월 7일부터 2009년 7월 23일까지 혈청과 백신을 담당하는 연방청 (Bundesamt für Sera und Impfstoffe)이었다가 노벨 생리학·의학상을 수상한 파울 에를리히의 이름을 따서 개명이 이루어졌다.

## 임무
파울 에를리히 연구소는 국가적 차원에서 보건의료기기, 백신과 바이오의약품의 검사와 허가를 관장하며 학술적 자문과 연구 또한 중요한 임무에 속한다. 2004년 8월부터는 여기서 관장하는 의약품의 임상시험 역시 관리 분야에 포함된다.
이 연구소가 관리하는 분야는 다음과 같다.
- 사람 및 동물용 백신과 혈청
- 알레르기약
- 단클론항체
- 혈액제제
- 새로운 형태의 치료요법 (체세포 치료, 유전자 치료, 조직공학을 사용한 요법 등등)
- 특정 조직에서 얻은 치료제

세계보건기구는 2005년에 파울 에를리히 연구소를 혈액제제와 생체외진단 협력센터로 지정했고 2013년 8월부터는 백신의 표준화와 평가 업무도 추가했다.

## 그 외
- 파울 에를리히 메달과 랑엔 과학상 (Langener Wissenschaftspreis)을 공로가 있는 학자들에게 수여한다.
- 파울 에를리히 연구소는 주·연방 소속 연구기관들의 실무그룹 (Arbeitsgemeinschaft der Ressortforschungseinrichtungen)에 속해 있다.
- 파울 에를리히 연구소의 발표는 슈프링어 네이처에서 발간하는 Bundesgesundheitsblatt에 연재된다.
- 연구소 내에는 생물 안전도 BSL-3 레벨의 실험실들이 있다.
- 독일 혈우병 등록부 (Deutsches Hämophilieregister)를 여기서 관리한다.